# Rafael Saban
Rafael David Saban (Estambul, 1890-Estambul, 1960) fue un rabino Jefe (en turco Hahambaşı, Jajam Bashi) de la República de Turquía (1940-1960).  
En 1940 fue designado Jajam Bashi, con el consentimiento del gobierno turco, para suceder al difunto rabino İsak Şaki. Políglota, el Gran Rabino Rafael Saban hablaba los idiomas hebreo, arameo, judeoespañol (ladino), francés, inglés, español e italiano. Falleció en 1961 y fue sucedido en su cargo por el erudito David Asseo. 